# إستيبان مولينز
إستيبان مولينز (مواليد 2 فبراير 1967) هو مبارز بالسيف كوستاريكي، مثّل بلاده في الألعاب الأولمبية الصيفية 1992.

## روابط خارجية
إستيبان مولينز على موقع الاتحاد الدولي للمبارزة (الإنجليزية)
- إستيبان مولينز على موقع أوليمبيديا (الإنجليزية)